# Помпањано (Перуђа)
Помпањано је насеље у Италији у округу Перуђа, региону Умбрија.
Према процени из 2011. у насељу је живело 142 становника. Насеље се налази на надморској висини од 505 м.